# Xã Hutton Valley, Quận Howell, Missouri
Xã Hutton Valley (tiếng Anh: Hutton Valley Township) là một xã thuộc quận Howell, tiểu bang Missouri, Hoa Kỳ. Năm 2010, dân số của xã này là 1.094 người.